# Torsten Nilsson
Harald Torsten Leonard Nilsson, född 1 april 1905 i Nevishög, Malmöhus län, död 14 december 1997 i Oscars församling, Stockholm, var en svensk socialdemokratisk politiker. Han innehade flera ministerposter och var riksdagsledamot, partisekreterare och SSU-ordförande.

## Biografi
Torsten Nilsson tog realexamen och gick därefter yrkesskola. Han fick folkhögskoleutbildning i Tyskland, varefter han var verksam som murare 1922–1929. År 1927 blev han utnämnd till sekreterare i Skånes socialdemokratiska ungdomsförbund, och var ordförande för SSU 1934–1940, partisekreterare för (s) 1940–1945, kommunikationsminister 1945–1951, försvarsminister 1951–1957, socialminister 1957–1962, utrikesminister 1962–1971, riksdagsledamot 1941–1976.

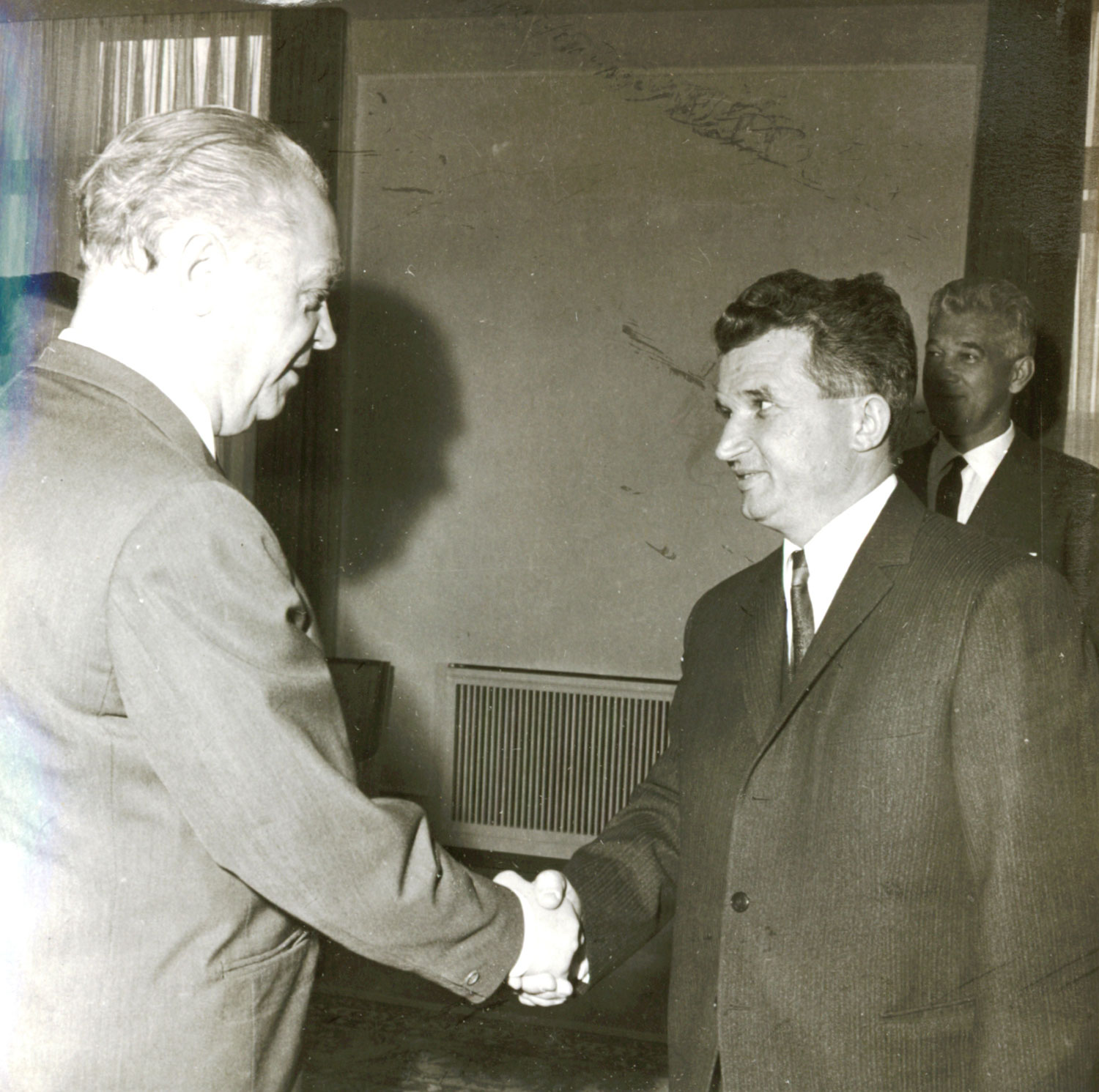
Nilsson med Rumäniens diktator Nicolae Ceaușescu, 5 maj 1967

Med sin politiska talang och realism var han en stor tillgång i Tage Erlanders regering. Han utarbetade regeringens proposition om allmän tilläggspension (ATP) och ledde de därpå följande viktiga valkampanjerna 1957 och 1958. 
Nilsson var son till muraren Lars Nilsson och Hilda, född Persson. Han gifte sig 1935 med Vera Månsson (1906–2002); tillsammans fick de två barn.
Nilsson är begravd på Skogskyrkogården i Stockholm.